# 不均化
不均化（ふきんか、英語：disproportionation reaction）とは、同一種類の化学種（多くの場合は分子）が2個以上互いに反応して2種類以上の異なる種類の生成物を与える化学反応のこと。不均化の逆反応は均等化である。
化学反応式で記述するとnを2以上として
{\displaystyle {\rm {nA\longrightarrow B+C+\cdots }}}
で表される反応のことである。場合によっては他の物質が関与することもある。
まず、A のうちある分子が酸化剤、別の分子が還元剤として反応し、酸化された B と還元された C を与えるタイプの反応がある。
例えば塩素酸カリウムは 400 ℃ 以上で過塩素酸カリウムと塩化カリウムに不均化する。
{\displaystyle {\rm {4KClO_{3}\longrightarrow 3KClO_{4}+KCl}}}
この反応では 3分子の塩素酸イオンが還元剤として働いて+V価から+VII価へ酸化され、1分子の塩素酸イオンは酸化剤として働いて+V価から−I価へ還元されている。
カニッツァロ反応では2分子のアルデヒドから酸化されたカルボン酸塩と還元されたアルコールそれぞれ1分子が生成する。
{\displaystyle {\rm {2RCHO+NaOH\longrightarrow RCH_{2}OH+RCOONa}}}
アルコキシドを触媒とすると、エステル化まで進む。これをティシチェンコ反応と呼び、酢酸エチルや安息香酸ベンジルの製法となっている。
{\displaystyle {\rm {2RCHO+RONa\longrightarrow RCOOCH_{2}R+RONa}}}
ラジカル連鎖反応の終止反応として1分子のラジカルがもう1分子のラジカルから原子団(通常は水素原子)を引き抜いてそれぞれ飽和化合物と不飽和化合物となりラジカルが消滅する反応がある。
{\displaystyle {\rm {2RCH_{2}CH_{2}\cdot \longrightarrow RCH_{2}CH_{3}+RCH=CH_{2}}}}
一方のラジカルは水素を失って、もう一方のラジカルは水素を得ているので、この反応も酸化還元反応である。
スーパーオキシドジスムターゼは生体内で発生する活性酸素の一つであるスーパーオキシドアニオンラジカルを不均化させて過酸化水素と酸素に変換している。
{\displaystyle {\rm {2O_{2}^{-}+2H^{+}\longrightarrow H_{2}O_{2}+O_{2}}}}
また、同一種類の2分子の間で原子団を交換した結果、異なる2つの生成物となり不均化することもある。
例えば非対称なジスルフィドは塩基触媒により対称なジスルフィドへと不均化する。
{\displaystyle {\rm {2R^{1}SSR^{2}\longrightarrow R^{1}SSR^{1}+R^{2}SSR^{2}}}}
生体内にはトランスフェラーゼと呼ばれるある原子団をある基質から別の基質に転移させる酵素が存在するが、転移元と転移先が同一の物質であるならこの反応は不均化反応となる。
このような反応を行う酵素としては、デキストリン間で糖鎖の転移を行うデキストリングリコシルトランスフェラーゼが知られている。